# Ицгрунд
Ицгрунд (нем. Itzgrund) — община в Германии, в федеральной земле Бавария.
Подчиняется административному округу Верхняя Франкония. Входит в состав района Кобург. Население составляет 2303 человека (на 31 декабря 2010 года). Занимает площадь 33,08 км².
Община подразделяется на 6 сельских округов.

## Население
По оценке на 31 декабря 2015 года население общины Ицгрунд составляет 2286 чел. 

| Дата      | 1840 | 1871 | 1900 | 1925 | 1939 | 1950 | 1961 | 1970 | 1987 | 2011 |
| --------- | ---- | ---- | ---- | ---- | ---- | ---- | ---- | ---- | ---- | ---- |
| Население | 1968 | 2079 | 1914 | 1860 | 1723 | 2635 | 1941 | 1866 | 1825 | 2291 |

| Год       | 1960 | 1970 | 1980 | 1990 | 2000 | 2009 | 2010 | 2011 | 2012 | 2013 | 2014 | 2015 |
| --------- | ---- | ---- | ---- | ---- | ---- | ---- | ---- | ---- | ---- | ---- | ---- | ---- |
| Население | 1972 | 1869 | 1856 | 1931 | 2227 | 2328 | 2303 | 2327 | 2290 | 2296 | 2284 | 2286 |